# Kerċem
Kerċem é um povoado da ilha de Gozo em Malta.